# Young British Artists
Young British Artists, w skrócie YBA's (też Brit artists lub Britart) – grupa brytyjskich artystów współczesnych działająca w latach 90. XX w.
Historia grupy i nurtu określanego jako Young British Art zaczęła się w 1988 roku, kiedy to szesnastu studentów londyńskiego Goldsmiths College of Art zorganizowało w zniszczonej hali sportowej wystawę Freeze. Inicjatorem zdarzenia był Damien Hirst. W 1997 roku w Royal Academy w Londynie odbyła się wystawa Sensation, która była w istocie pokazem prywatnej kolekcji Charles'a Saatchi. Wokół wystawy narosło wiele kontrowersji. Dotyczyły one m.in. dzieła Marcusa Harvey Myra.
Do YBA's należeli m.in. Damien Hirst, Tracey Emin, Rachel Whiteread, Sarah Lucas, Douglas Gordon, Sam Taylor-Wood, Mat Collishaw, Fiona Banner, Gillian Wearing, Mona Hatoum, Chris Ofili, Gary Hume.